# Simulium fluviatile
Simulium fluviatile är en tvåvingeart som beskrevs av Radzivilovskaya 1948. Simulium fluviatile ingår i släktet Simulium och familjen knott. Inga underarter finns listade i Catalogue of Life.